# Lars-Gunnar Eriksson
Carl Lars-Gunnar Eriksson, född 19 april 1942 i Stockholm, död 27 december 1990, var en svensk studentpolitiker.
Lars-Gunnar Eriksson gjorde på 1960-talet en karriär inom studentrörelsen. Han var bland annat redaktör för Gaudeamus 1964, och därefter internationell sekreterare på Sveriges Förenade Studentkårer.
Han efterträdde omkring årsskiftet 1965/1965 Öystein Opdahl som chef för den till stor del av Norge och Sverige finansierade anti-apartheidorganisationen International University Exchange Fund.

## Spionaffären
Lars-Gunnar Eriksson anställde i början av 1977 den sydafrikanske agenten Craig Williamson, som utgivit sig för att vara en av sydafrikanska polisen förföljd studentpolitiker inom National Union of South African Students, på IUEF:s kansli i Genève först som informationsansvarig och därefter som biträdande chef. Williamson flydde fältet i december 1979, efter det att han i Londontidningen Observer hade utpekats som spion för Sydafrikas säkerhetspolis. Lars-Gunnar Eriksson avslöjade spionaffären på en presskonferens i Stockholm i januari 1980. Han avgick därefter från IEUF, formellt i juni 1980, och arbetade senare på Invandrarverket i Sverige.
Lars-Gunnar Eriksson är begravd på Solna kyrkogård.